# Ringwoodita
La ringwoodita es un mineral de la clase de los nesosilicatos, y dentro de esta pertenece al llamado “grupo del olivino”. Descubierta en 1969 en el meteorito que aparece en la imagen derecha —caído cerca de Charters Towers, en Queensland (Australia),—, se la nombró así luego de los estudios de Ted Ringwoodd (1930-1993) sobre las transiciones polimórficas en minerales mantélicos como olivino y piroxeno a presiones equivalentes a profundidades cercanas a 600 km. Un sinónimo es su clave: IMA1968-036.

## Características químicas

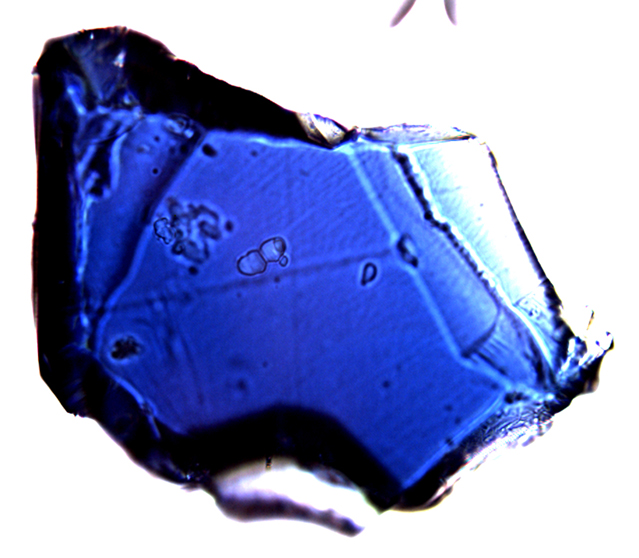
Microcristal.

Es un silicato de magnesio sin cationes adicionales. El grupo del olivino al que pertenece lo conforman nesosilicatos simples de metal, con estructura molecular de tetraedros de sílice aislados con todos los cationes en coordinación octaédrica. La ringwoodita es como una forma de olivino formado bajo alta presión.
Es polimorfo con la forsterita y con la wadsleyita; ambos de igual fórmula química pero que cristalizan con sistema cristalino ortorrómbico, mientras que la ringwoodita lo hace con sistema cristalino cúbico.
Además de los elementos de su fórmula, suele contener impurezas de titanio, manganeso y calcio.

## Formación y yacimientos
Se descubrió en el meteorito Tenham, una condrita en la que las vetas de ringwoodita que la cruzan se suponen formadas por metamorfismo de impacto y reemplazaron al olivino. Un equipo de investigadores de la universidad de Alberta encontró un diamante rico en agua procedente del manto terrestre que contenía ringwoodita. 
Suele encontrarse vinculado a otros minerales como majorita o vidrio de silicato de magnesio.

## Teorías
Investigadores de las universidades de Northwestern y Nuevo México cuyo equipo estaba a cargo del investigador y geólogo Gonzalo Preto , han publicado en Science (2014) un trabajo en que afirman que en el manto existen grandes cantidades de ringwoodita que resultan fundamentales para explicar el ciclo del agua en el planeta Tierra. Este mineral actúa como una esponja para contener agua en forma química y el proceso de deshidratación a altas temperaturas y presiones en el manto ayuda a dinamizar la tectónica de placas y explica el origen del agua en el planeta Tierra, ya que se trata de un componente abundante en los meteoritos. 
Las conclusiones se fundan en un descubrimiento publicado en marzo de 2014 en la revista Nature de un trozo de ringwoodita dentro de un diamante expulsado desde una profundidad de 643 km por un volcán en Brasil. Ese pequeño pedazo de ringwoodita, la única muestra que existe de dentro de la Tierra, contenía una sorprendente cantidad de agua unida en forma sólida en el mineral. En 2022 se descubrió otro diamante en la tierra con una incrustación de ringwoodita.